# Gare de Fourchambault
La gare de Fourchambault est une gare ferroviaire française de la ligne de Moret - Veneux-les-Sablons à Lyon-Perrache. Elle est située sur le territoire de la commune de Fourchambault, dans le département de la Nièvre, en région Bourgogne-Franche-Comté.
Ouverte en 1861 par la Compagnie des chemins de fer de Paris à Lyon et à la Méditerranée (PLM), c'est une halte de la Société nationale des chemins de fer français (SNCF), desservie par des trains express régionaux de Bourgogne-Franche-Comté (TER Bourgogne-Franche-Comté).

## Situation ferroviaire
Établie à 172 mètres d'altitude, la gare de Fourchambault est située au point kilométrique (PK) 246,636 de la ligne de Moret - Veneux-les-Sablons à Lyon-Perrache, entre les gares de Garchizy et de Vauzelles.

## Histoire

### Gare PLM (1861-1938)
La gare de Fourchambault est mise en service le 21 septembre 1861, par la Compagnie des chemins de fer de Paris à Lyon et à la Méditerranée (PLM), lorsqu'elle ouvre à l'exploitation le tronçon de Montargis à Nevers, élément de la première section de la ligne de Paris à Lyon par le Bourdonnais. En 1869, la gare marchandise est agrandie.
En 1881, une voie de débord est créée, sur le côté droit, équipée d'une plaque tournante. La gare dispose, en 1902, d'un embranchement de la société Commentry-Fourchambault.
En 1911, la gare figure dans la Nomenclature des gares stations et haltes du PLM. Sur la ligne de Moret-les-Sablons à Nîmes gérée par cette compagnie, elle est située entre la gare de Pougues-les-Eaux et la gare de Nevers. C'est une gare qui peut expédier et recevoir des dépêches privées. Elle est ouverte au service complet de la grande vitesse, à l'exclusion des chevaux chargés dans des wagons-écuries s'ouvrant en bout et des voitures à quatre roues, à deux fonds et à deux banquettes dans l'intérieur, omnibus, diligence, etc et au service complet de la petite vitesse, avec les mêmes exclusions que la grande vitesse.

Vues de la gare
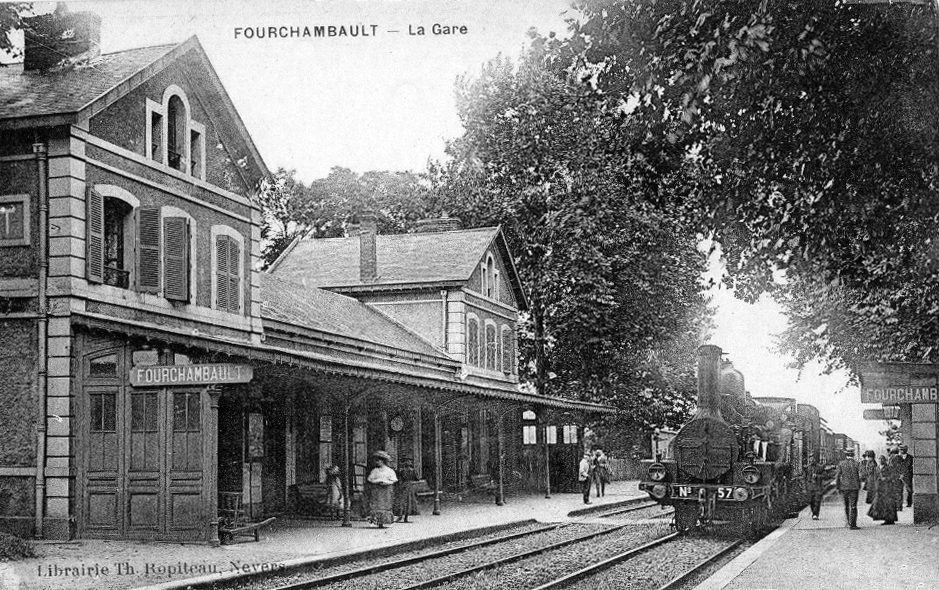
Vers 1900.
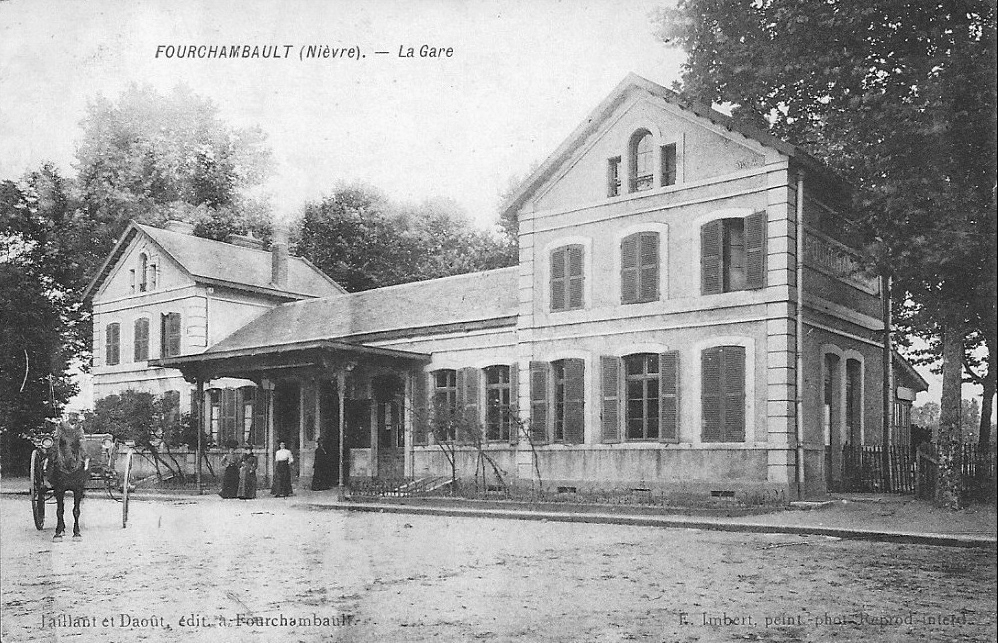
Vers 1900.
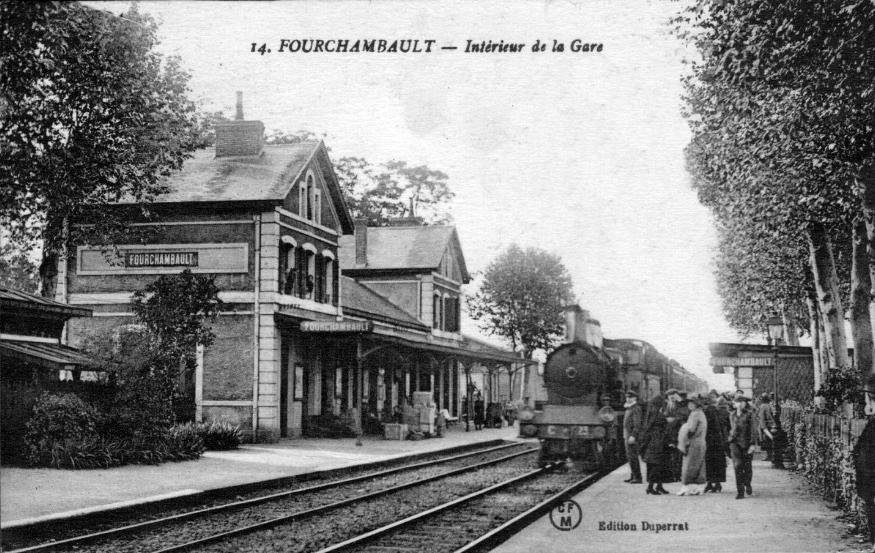
Vers 1910.

En 1921, le bureau restant grande vitesse est agrandi et, l'année suivante, ce sont des logements pour les agents de l'exploitation qui sont installés.

### Gare SNCF (depuis 1938)
En 1962, a lieu la fermeture des Ateliers de construction de motocycles et d'automobiles (ACMA) qui disposaient d'un embranchement particulier relié à la gare.
En 1985, dans le cadre de la préparation de la ligne à l'électrification, les quais de la gare sont modifiés pour être adaptés aux possibilités de la traction électrique. Cette même année, cette gare de troisième classe a délivré 14 669 billets et 701 abonnements ; elle a également vu son trafic marchandises s'élever à 5 954 tonnes au départ et à 8 016 tonnes à l'arrivée, sans compter le transport des animaux vivants. La mise sous tension entre Moret et Nevers a lieu le 27 mars 1988.
La passerelle — permettant l'accès aux quais, le passage d'un quai à l'autre mais aussi de réaliser un lien entre le quartier de la Garenne et le centre-ville — est restaurée en 2016, notamment le revêtement et l'éclairage. En 2020, SNCF Réseau réalise un chantier de modernisation de la voie en gare pour un coût de 3,2 M€.

## Service des voyageurs

### Accueil
Halte SNCF, c'est un point d'arrêt non géré (PANG) équipé de deux quais avec abris. Une passerelle piétonne, sans ascenseurs, permet la traversée des voies et le passage d'un quai à l'autre.

### Desserte
Fourchambault est desservie par des trains TER Bourgogne-Franche-Comté, circulant entre Nevers et Cosne et Paris.

### Intermodalité
Le stationnement des véhicules est possible à proximité.